# Ігри з м'ячем

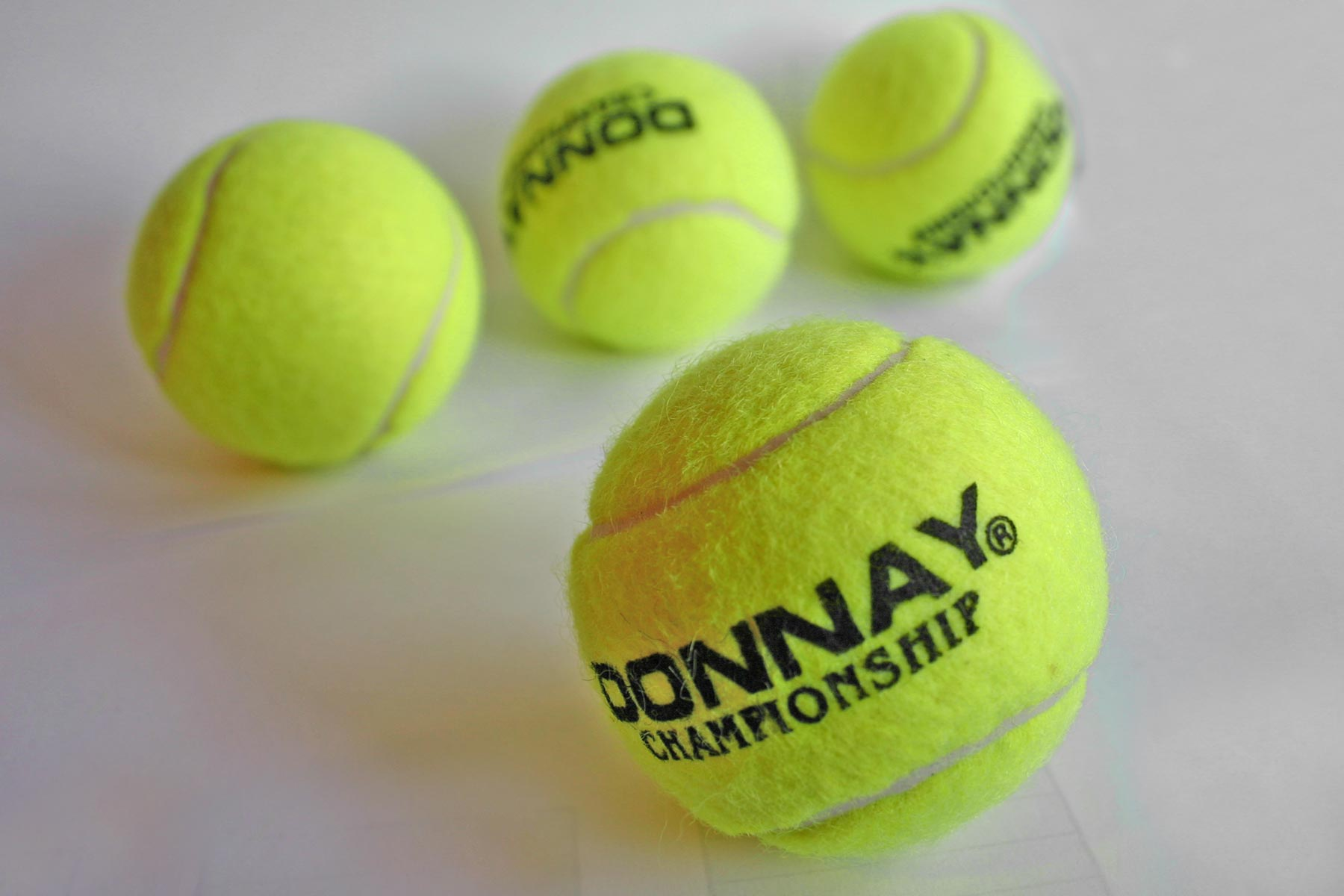
Тенісні м'ячі

Ігри з м'ячем — спортивні чи інші ігри, в яких використовують м'яч. У більшості ігор з м'ячем основною метою гри є вдарити, кинути, відбити м'яч певним чином, наприклад, забити його в ворота або відбити так, щоб противник не зміг його зловити.

## Популярні ігри з м'ячем
Ігри з м'ячем зазвичай можна віднести до однієї або декількох категорій, залежно від мети гри. Часто такі ігри походять від однієї давньої гри. Прикладами таких категорій можуть слугувати:
- Ігри, в яких забивають голи — м'яч має влучити у ворота або іншу ціль. Наприклад, американський футбол, футбол, хокей з м'ячем, хокей на траві, водне поло, поло, баскетбол, гандбол і пушбол.
- Ігри, де м'яч потрібно перекидати через сітку — м'яч має бути відбитий на половину суперника так, щоб той не зміг його відбити. Наприклад,  волейбол, теніс, настільний теніс.
- Ігри, де по м'ячу б'ють битою — м'яч має бути відбитий так, щоб той, хто відбиває, міг добігти до цілі. Наприклад, бейсбол, крикет.
- Ігри, де кожен гравець має вразити м'ячем ціль — м'яч має вразити ціль за найменшу кількість ударів або найбільшу кількість цілей за удар. Наприклад, гольф, боулінг.
- Ігри на точність позиціонування: наприклад, петанк, боулз, бочче.
- Ігри, де немає переможців і переможених. Просто заради задоволення. Приклади — популярна у М'янмі гра чінлон і японська кемарі. Мета — підбиваючи (переважно ногами) невеликий м'яч в колі гравців, як можна довше утримати його в повітрі.

М'яч також використовується в неігрових видах спорту, наприклад, у художній гімнастиці.

## Історія
Гімнастична гра з м'ячем зустрічається як у цивілізованих, так і у нецивілізованих народів (північноамериканських індіанців, австралійців тощо). У центральній Америці була поширена месоамериканська гра в м'яч.
На пам'ятниках Стародавнього Єгипту є фігури людей, що грають з певними округлими тілами. У Гомера Навсікая, дочка царя феаків, грає в м'яч зі своїми подругами; пізніше у греків ця гра стає більш поширеною серед чоловіків, окрім Спарти, де і дівчата грали з м'ячем. Та сама гра, під назвою сферистики, або сферомахії, становила особливий відділ гімнастики. Різні способи гри відповідали нинішнім; грекам була відома і гра в два «міста», з двома партіями.
У римлян гра з м'ячем була також однією з найулюбленіших вправ для старих і молодих. Розрізнялися лат. pila — малий ігровий м'яч, follis — велика, надута повітрям куля, і paganica, набита пір'ям, що стояла посередині між pila і follis. М'яч відбивався кулаком або рукою, причому на праву руку одягалося щось на кшталт рукавиці. Частіше за все вживалася pila; гра велася datatim або oxpulsim, залежно від того, кидався м'яч назад або відбивався далі. Улюбленим видом гри був trigon, в якому брали участь три партнери, що складали своєю розстановкою трикутник.
У часи Середньовіччя гра в м'яч залишалася доволі поширеною; в деяких містах для неї влаштовувалися спеціальні приміщення й обиралися оплачувані керівники гри, які в деяких університетах проіснували до новітніх часів.